# Yuya Takazawa
Yuya Takazawa (髙澤 優也 Takazawa Yuya?), född 19 februari 1997 i Tokyo prefektur, är en japansk fotbollsspelare.
Takazawa började sin karriär 2019 i Thespakusatsu Gunma. Han spelade 27 ligamatcher för klubben. 2020 flyttade han till Oita Trinita.